# Pangur
Pangur is een bestuurslaag in het regentschap Gayo Lues van de provincie Atjeh, Indonesië. Pangur telt 401 inwoners (volkstelling 2010).